# Pile gallo-romaine de Clergué
La pile gallo-romaine de Clergué est une ancienne tour en pierre, aussi appelée pile, située sur la commune des Tourreilles, dans le département français de la Haute-Garonne.
Il s'agit très probablement d'un cénotaphe datant des premiers siècles de notre ère. Il est destiné à rappeler la mémoire du défunt à qui il est consacré et c'est pourquoi il s'expose à la vue des voyageurs empruntant la voie qui le longe. Mesurant peut-être 6 à 7 m de hauteur à l'origine, il n'en reste que la moitié.

## Localisation
La pile se site sur la commune des Tourreilles en Haute-Garonne, dont le nom est peut-être lié à la présence de ce monument en forme de tour. Elle est construite à l'altitude de 497 m, près du sommet d'un éperon, entre les vallons de deux ruisseaux affluents du Lavet, lui-même affluent de la rive gauche de la Garonne.
Un ancien chemin, survivance supposée d'une voie antique, passe près de la pile, côté nord,.

## Historique
Le seul examen des vestiges ne permet pas de déterminer l'époque de construction de ce monument, supposé avoir été édifié sous l'Empire romain comme les autres piles.
En 1865, Anthyme Saint-Paul décrit ce monument qu'il a découvert lors d'une excursion l'année précédente. Dans son inventaire des piles du Sud-Ouest paru en 1898, Philippe Lauzun reprend cette description mais indique à tort que la pile a disparu.
En 1974, le bureau archéologique du Sud-Ouest sous la direction de Georges Fouet réalise un sondage à la base de la pile et procède à son relevé.
Les données relatives à cette pile sont reprises dans le corpus de l'étude sur Les piles funéraires gallo-romaines du Sud-Ouest de la France, publiée en 2016 sous la direction de Pascale Clauss-Balty.

## Description
La pile est fondée sur un massif mesurant 2,30 × 1,70 m et profond de 0,60 m, des fondations plus importantes n'étant sans doute pas nécessaires en raison de la taille de la pile. Il sert de socle à un soubassement dont les dimensions, au XXIe siècle, sont de 2,10 × 1,24 m pour une hauteur de 1,70 m. Le podium qui surmonte cet ensemble mesure 1,82 × 0,70 m pour une hauteur conservée de 2,00 m. Toute la partie supérieure a disparu, y compris la niche funéraire que Cénac-Moncaut dit avoir aperçue alors qu'il s'agissait plus probablement de l'emplacement de l'inscription dédicatoire.
Les dimensions du massif de fondation, les seules conservées dans leur intégralité, autorisent la restitution d'un monument qui aurait comporté au-dessus du podium un édicule creusé d'une niche de large de 1 m, profonde de 0,80 m et peut-être tournée vers le nord-est. La pile, coiffée d'un toiture en bâtière, aurait mesuré entre 6 et 7 m de hauteur totale.
L'appareillage de cette pile la distingue d'autres monuments analogues. Si le noyau en opus caementicium se révèle classique, le parement en opus vittatum est original : il alterne un rang de moellons clairs et deux rangs de moellons sombres. Il s'agit, selon Saint-Paul, de calcaire blanc et de schiste sombre. Ce parement original n'apparaît plus que sur la face principale du podium, orientée au nord-est, car des réfections l'ont fait disparaître ailleurs. Un enduit l'avait d'ailleurs dissimulé sur l'ensemble de la pile. Une corniche devait orner la partie supérieure du podium mais, étant donné ses dimensions modestes, il est peu probable que des ornements architecturaux comme des pilastres aient décoré la pile.
En l'absence de vestiges archéologiques et de fouilles approfondies, il est impossible de statuer sur l'existence d'un enclos funéraire lié à la pile.

## Fonction
La pile de Clergué doit être considérée comme un cénotaphe, élevé à la mémoire d'un notable ou d'un riche propriétaire dont la famille veut perpétuer le souvenir. Elle est toutefois l'un des rares monuments de ce type pour lequel il n'y ait aucune preuve formelle de la présence d'une niche qui aurait abrité la statue du défunt ni d'un enclos qui aurait accueilli sa sépulture.